# Roberto Cabañas
Roberto Cabañas (Pilar, 1961. április 11. – Asunción, 2017. január 9.) válogatott paraguayi labdarúgó, csatár.

## Pályafutása

### Klubcsapatban
1978 és 1980 között a Cerro Porteño labdarúgója volt, majd külföldre szerződött és 1984-ig az amerikai Cosmos csapatában szerepelt, ahol Carlos Alberto, Franz Beckenbauer, Giorgio Chinaglia és Johan Neeskens társaságában 97 meccsen 63 gólt jegyezhetett fel. Az itt töltött időszak alatt két bajnoki címet szerzett az együttessel. 1984 és 1987 között az América de Cali játékosa volt és két bajnoki cím elérésben segítette a kolumbiai csapatot. 1988-ban Franciaországba tette át székhelyét és két idényen keresztül a másodosztályú Stade Brestois csapatában lépett pályára, ahol második szezonjában gólkirályi címet szerzett 22 találatával. Ekkor szerződtette az Olympique Lyonnais, ahol egy szezont töltött el. 1991 és 1993 között az argentin Boca Juniors labdarúgója volt és egy bajnoki cím részese. 1993-94-ben az ecuadori Barcelona SC, majd 1995-ben egy rövid időre ismét a Boca Juniors játékosa volt. 1996-ban 16 év után játszott újra hazai csapatban, a Club Libertadban. Ugyanebben az évben még a kolumbiai Independiente Medellín csapatában is megfordult, majd visszavonult az aktív labdarúgástól. 2000-ben a kolumbiai Real Cartagena játékosként még pályára lépett mielőtt véglegesen befejezte a labdarúgó-pályafutását.

### A válogatottban
1981 és 1993 között 28 alkalommal szerepelt a paraguayi válogatottban és 11 gólt szerzett. Tagja volt az 1979-es Copa América győztes csapatnak, de mérkőzésen nem szerepelt. Részt vett az 1986-os mexikói világbajnokságon.

## Magánélete
Visszavonulása után Caliban telepedett le, feleségétől két gyermeke született. 

## Halála
2017-ben szívinfarktusban hunyt el Asunciónban.

## Sikerei, díjai
Paraguay
- Copa América
  - aranyérmes: 1979

 New York Cosmos
- Észak-amerikai bajnokság (NASL)
  - bajnok: 1980, 1982

 América de Cali
- Kolumbiai bajnokság
  - bajnok: 1985, 1986

 Stade Brestois
- Francia bajnokság – másodosztály (Ligue 2)
  - gólkirály: 1988–89 (22 gól)

 Boca Juniors
- Argentin bajnokság
  - bajnok: 1992–93
- Copa Master de Supercopa
  - győztes: 1992